# Mar del Plata Open 1981
Il Mar del Plata 1981 è stato un torneo di tennis giocato sulla terra rossa. È stata la 1ª edizione del torneo che fa parte del Volvo Grand Prix 1981. Si è giocato a Mar del Plata in Argentina dal 2 all'8 febbraio 1981.

## Campioni

### Singolare maschile
Guillermo Vilas ha battuto in finale  Víctor Pecci che si è ritirato sul punteggio di 2–6, 6–3, 2–1

### Doppio maschile
David Carter /  Paul Kronk hanno battuto in finale  Ángel Giménez /  Jairo Velasco, Sr. con il punteggio di 6–7, 6–4, 6–0